# 1月3日
1月3日是公历（平年）一年中的第3天，离全年的结束还有362天（闰年则是363天）。

## 大事记

### 19世紀以前
- 1521年：教宗良十世發布教宗詔書《羅馬宗座應該》，開除宗教改革家馬丁·路德教籍。
- 1739年：中国宁夏平罗、银川发生8级地震，5万多人喪生。
- 1777年：在美国独立战争期间，乔治·华盛顿率领的军队在普林斯顿战役中击败英国军队。

### 19世紀
- 1839年：清朝道光帝任命林则徐为钦差大臣，主持查禁鸦片。
- 1843年：魏源编著的《海国图志》50卷出版。
- 1868年：日本明治天皇颁布《王政复古大号令》，废除德川庆喜主导的江户幕府。
- 1882年：（清光绪七年正月十四）张之洞任山西巡抚。
- 1888年：美国加利福尼亚州圣荷西利克天文台91厘米的折射望远镜开光，成为当时世界上最大的望远镜。

### 20世紀
- 1911年：在英國陸軍協助下，2名拉脫維亞流亡幫派成員最終在倫敦東區的警方圍攻中喪生。
- 1914年：呼伦贝尔自治政府与俄国商人签订在乌奴尔沟等地采伐树木的合同。
- 1927年：汉口爆发“一·三”事件，其後中国政府宣布收回汉口英租界。
- 1933年：日军攻入山海关。
- 1944年：中国军队在缅甸发起反攻[來源請求]。
- 1946年：国民政府承认外蒙古独立。
- 1946年：国、共、美协商成立停战机构。
- 1949年：菲律賓中央銀行正式成立，由米格爾·夸德爾諾擔任首任中央銀行行長（英语：Governor of the Bangko Sentral ng Pilipinas）。
- 1954年：美軍釋放前日本關東總司令南次郎。
- 1955年：中国足球协会成立。
- 1958年：英国将大英帝国在加勒比地区的10个海外殖民地整合成为西印度群岛联邦。
- 1959年：在《阿拉斯加州地位法》生效後，美國本土外的阿拉斯加領地成為美國第49個州。
- 1961年：美国和古巴断交，直至2015年復交。
- 1962年：教宗若望二十三世革除菲德尔·卡斯特罗的教籍。
- 1967年：江青等人策劃了「一月風暴」，陳丕顯等原上海市委領導被批鬥，王洪文等人奪取了上海黨政大權。
- 1973年：喬治·史坦布瑞納與合夥的投資人以870萬美元的高價買下职业棒球隊紐約洋基。
- 1976年：《經濟、社會及文化權利國際公約》正式生效，為國際人權公約體系第二份文件。
- 1989年：长江葛洲坝水利枢纽工程宣告建成。
- 1990年：巴拿马总统曼纽尔·诺列加走出梵蒂冈驻巴拿马大使馆向入侵巴拿马的美国军队投降。
- 1992年：中国与哈萨克斯坦建交。
- 1992年：新加坡開始禁止口香糖的生產、進口和販賣。
- 1993年：乔治·H·W·布什与鲍里斯·叶利钦签署第二个削减战略武器条约。
- 2000年：《花生漫畫》結束連載。

### 21世紀
- 2004年：閃光航空604號班機空難：埃及闪光航空（英语：Flash Airlines）一架包机起飞不久在红海上空坠毁，机上148人全部罹难。
- 2004年：勇气号成功登陆火星。
- 2008年：香港屯門菠蘿山發生三級山火，焚燒四十六小時後被撲滅，火場面積達300公頃。
- 2009年：日裔美國人中本聰開發出首個比特幣區塊，並成功進行挖礦，獲得50枚比特幣。
- 2009年：達喀爾拉力賽在南美洲國家阿根廷首都布宜諾斯艾利斯正式發車，成為該項賽事首次在非洲和歐洲之外舉行。
- 2010年：由於位在剛果民主共和國的尼亞穆拉吉拉火山噴發，導致該國世界自然遺產的維龍加國家公園面臨危機。
- 2010年：英國首相戈登·布朗宣布，由於先前基地組織於聖誕節對西北航空253號班機進行的襲擊後，英國機場將引入人體掃描安檢儀。
- 2012年：在巴以和談中斷後，巴勒斯坦和以色列雙方代表在約旦王國首都安曼舉行首次會談。
- 2016年：沙烏地阿拉伯王國以其駐伊朗伊斯蘭共和國德黑蘭的大使館和馬什哈德的領事館被抗議處決謝赫·尼姆爾的示威者入內縱火後，因而宣佈與伊朗斷交。
- 2016年：英國宣佈將阿森松島及其周邊大西洋海域劃入海洋保護區（英语：Marine protected area）且面積將與英國相仿，並規定保護區的一半以上完全禁止捕魚。
- 2019年：中國國家航天局探測器嫦娥四號登陸月球馮·卡門環形山，為首個在月球背面軟著陸的探測器。
- 2020年：美國軍隊在伊拉克巴格達發動無人機空襲，刺殺伊朗聖城軍司令卡西姆·蘇萊曼尼。
- 2024年：伊朗克尔曼一场纪念卡西姆·苏莱曼尼遭遇美军空袭身亡四周年的活动发生自杀式炸弹袭击，至少211人死亡、171人受伤，是伊朗革命以来死伤最惨重的一起恐怖袭击。

## 出生
- 前106年：西塞罗，罗马共和国哲學家、政治家、律師、作家、雄辯家（前43年逝世）
- 1196年：土御門天皇，日本第83代天皇（1231年逝世）
- 1502年：李滉，朝鮮王朝官員、儒學思想家（1571年逝世）
- 1625年：正親町三條實昭，日本江戶時代公卿（1668年逝世）
- 1810年：安托萬·達巴迪，法國科學家、探險家（1897年逝世）
- 1836年：坂本龙马，日本明治维新时期的政治家和实业家（1867年逝世）
- 1839年：奥利弗·波斯比谢尔，美國鑄幣局費城總局第4任局長（1921年逝世）
- 1840年：達米盎神父，比利時天主教神父、聖人（1889年逝世）
- 1862年：彌敦，第13任昆士蘭總督及第13任香港总督（1939年逝世）
- 1876年：威廉·皮克，民主德国总统（1960年逝世）
- 1879年：格雷丝·柯立芝，美國第30任總統卡爾文·柯立芝夫人（1957年逝世）
- 1883年：克莱门特·艾德礼，前英国首相（1967年逝世）
- 1886年：格利果利·N·諾伊明，俄羅斯天文學家（1946年逝世）
- 1892年：J·R·R·托尔金，英国作家、詩人、語言學家（1973年逝世）
- 1895年：鲍里斯·米克拉约夫维奇·利亚托申斯基，烏克蘭－蘇聯作曲家（1968年逝世）
- 1901年：吳廷琰，越南政治人物，首任越南共和国總統（1963年逝世）
- 1905年：黄柳霜，美籍華人好萊塢电影演员（1961年逝世）
- 1905年：高松宮宣仁親王，日本皇室成員（1987年逝世）
- 1906年：威廉·威爾遜·摩根，美國天文學家（1994年逝世）
- 1907年：雷·米倫，威爾斯演員、導演（1986年逝世）
- 1909年：維克托·伯厄，丹麥幽默作家、鋼琴家（2000年逝世）
- 1910年：約翰·司圖加，美國電影導演（1992年逝世）
- 1910年：胡百全，香港企業家、政界人物（2008年逝世）
- 1913年：李鐵，香港電影導演（1996年逝世）
- 1926年：维纳·迈克尔·布鲁门塔尔，美國財政部長、德國柏林猶太博物館館長
- 1929年：塞吉歐·李昂尼，意大利導演（1989年逝世）
- 1929年：高登·摩爾，美國企業家、工程師，英特爾共同創辦人（2023年逝世）
- 1930年：阮春榮，越南裔美國航空航太科學家、教育家，越南共和國空軍司令（2022年逝世）
- 1932年：達布尼·柯曼，美國男演員（2024年逝世）
- 1935年：理查德·卡普，美國計算機科學家、計算理論家
- 1939年：張繼青，中國崑曲表演藝術家（2022年逝世）
- 1939年：蕭萬長，台灣政治人物，第12任中華民國副總統
- 1940年：入交昭一郎，日本工程師、企業家，前任SEGA社長
- 1941年：钱逸泰，中國無機化學家（2023年逝世）
- 1942年：紹約姆·拉斯洛，匈牙利政治人物，前任匈牙利總統（2023年逝世）
- 1944年：艾德敦，英国指挥家
- 1945年：房良通，马来西亚居銮中华中学前校长（2019年逝世）
- 1946年：約翰·保羅·瓊斯，英國音樂家、作曲家、唱片製作人，英國搖滾樂團齊柏林飛船貝斯手
- 1953年：摩力克，蘇格蘭足球運動員、教練
- 1953年：穆罕默德·瓦希德·哈桑，馬爾地夫政治人物，第5任馬爾地夫總統
- 1953年：佐珍娜·里兹克，黎巴嫩選美冠軍
- 1955年：張友驊，台灣軍事專家（2024年逝世）
- 1956年：鈴木富子，日本女性聲優、旁白（2003年逝世）
- 1956年：，愛爾蘭裔美籍澳大利亞電影演員、導演、製片
- 1958年：沈炯來，韓國喜劇演員、電影製片人、導演
- 1959年：貴志祐介，日本小說家
- 1961年：柳葉敏郎，日本演員
- 1964年：黃國書，臺灣政治人物
- 1965年：蔡一智，香港歌手，原草蜢乐队成員
- 1967年:   若村麻由美，日本女演员
- 1969年：，德国一级方程式赛车车手
- 1970年：胡卫东，中国篮球运动员
- 1971年：夏琳·阿克利赫，巴勒斯坦记者，被以色列国防军枪杀（2022年逝世）
- 1971年：李壹花，韓國女演員
- 1973年：孫耀威，香港歌手
- 1973年：秋山和彥，日本漁夫，極限體能王SASUKE首位完全制霸者
- 1973年：丹·哈蒙，美國作家、製作人、演員
- 1974年：伊藤健太郎，日本男性聲優
- 1975年：，日本美少女遊戲腳本家、作曲家
- 1976年：游朝凱，美國作家
- 1976年：安杰洛斯·巴西纳斯，希臘足球運動員
- 1977年：飯塚雅弓，日本女性聲優、演員、歌手
- 1977年：，英格蘭男子職業足球員
- 1977年：A·J·柏奈特，美國棒球运动员
- 1978年：朴帥眉，韓國女演員
- 1978年：莉雅·琦比德，衣索比亞模特兒
- 1979年：田中理惠，日本女性聲優
- 1980年：伊萊·克蘭，美國商人、政治人物，現任美國眾議員
- 1981年：黃伊汶，香港女歌手
- 1981年：伊莱·曼宁，美國美式足球四分衛
- 1982年：朴志胤，韓國女歌手
- 1984年：安德烈亞·卡薩拉，義大利男子擊劍運動員
- 1985年：穆罕默德·拉胡艾杰·布赫莱勒，突尼西亞恐怖分子（2016年逝世）
- 1985年：利纳斯·克雷萨，立陶宛籃球運動員
- 1986年：达娜·侯赛因·阿卜杜勒-拉扎克，伊拉克國家田徑隊隊員、短跑運動員
- 1987年：塞溫·阿迪貢，美國－奈及利亞女子田徑、雪車運動員
- 1988年：乔尼·埃文斯，北愛爾蘭職業足球運動員
- 1988年 :  王思聪，北京普思投资董事长、万达集团董事。
- 1989年：内村航平，日本男子體操運動員
- 1989年：梅田彩佳，日本女子偶像團體NMB48成員
- 1989年：安雅·羅素法，俄羅斯模特兒
- 1990年：曾轶可，中國女歌手、演員
- 1990年：蔡文静，中国女演员、歌手
- 1990年：柿谷曜一朗，日本職業足球運動員
- 1991年：具荷拉，韓國女歌手及演員，韓國女子組合KARA成員（2019年逝世）
- 1992年：連晨翔，台灣男子偶像團體SpeXial前成員
- 1993年：陳斯亞，台灣女子偶像團體Twinko成員
- 1993年：朱敏熙，韓國女子偶像團體Stellar前成員
- 1994年：法蘭基·亞當斯，薩摩亞裔紐西蘭女演員
- 1995年：陳曉華，香港女藝人
- 1995年：金智秀，韓國女子偶像團體BLACKPINK成員
- 1995年：金雪炫，韓國女子偶像團體AOA成員
- 1996年：薛仁雅，韓國女演員
- 1996年：池赫拉，韓國女演員、歌手
- 1996年：佛蘿倫絲·普伊，英國女演員
- 1997年：窦靖童，中國女歌手
- 1997年：金東赫，韓國男子偶像團體IKON成員
- 1998年 :   邹敬园，中国体操运动员
- 1999年 :   冯思佳，中国内地女歌手。
- 2003年：格蕾塔·通贝里，瑞典气候变化问题活动家
- 2004年：松尾美佑，日本女子偶像團體乃木坂46新四期生
- 2006年：塔拉·巴布爾法特，瑞典女子柔道運動員
- 2008年：蕾根·雷沃德，美國女演員
- 生年不詳：民安友繪，日本女性聲優
- 生年不詳：永井真里子，日本女性聲優

## 逝世
- 753年：李林甫，唐朝宰相（683年出生）
- 1322年：腓力五世，法國卡佩王朝國王（1293年出生）
- 1571年：李滉，朝鮮王朝官員、儒學思想家（1502年出生）
- 1641年：杰雷米亚·霍罗克斯，英国天文学家（1618年出生）
- 1670年：喬治·蒙克，英國軍人、政治家，第一代阿博馬爾公爵（1608年出生）
- 1795年：約書亞·威治伍德，英國陶藝家（1730年出生）
- 1826年：路易·加布里埃爾·絮歇，法國元帥（1770年出生）
- 1838年：馬克西米利安，萨克森国王（1759年出生）
- 1854年：阿道夫·德拉特，法國鳥類學家（1805年出生）
- 1875年：皮埃爾·拉魯斯，法國語法學家、辭書學家和百科全書編纂家（1817年出生）
- 1917年：亨利·埃米爾·瑟維吉，法國古生物學家、魚類學家、兩棲爬蟲動物學家（1842年出生）
- 1922年：威廉·福格特，普魯士鞋匠，因偽裝成上尉去搶劫科佩尼克市政廳，被尊稱為民族英雄「科佩尼克上尉」（1849年出生）
- 1927年：阿諾德·愛德華·歐特曼，美國博物學家、動物學家（1863年出生）
- 1931年：約瑟夫·霞飛，法国元帅、军事家（1852年出生）
- 1933年：內田嘉吉，日本政治人物，第9任臺灣總督（1866年出生）
- 1945年：愛德加·凱西，美國預言家（1877年出生）
- 1946年：卡爾·古斯塔夫·伊特，德國天文學家（1866年出生）
- 1972年：法朗士·麥綏萊勒，比利時畫家（1889年出生）
- 1992年：阿特勒·阿桑蒂，芬蘭政治家、外交官（1905年出生）
- 2004年：闵智亭，中国道教协会会长（1924年出生）
- 2004年：马文瑞，中国人民政治协商会议全国委员会前副主席（1912年出生）
- 2005年：辜振甫，台灣海峽交流基金會董事長（1917年出生）
- 2006年：東史郎，日本第二次中日战争老兵（1912年出生）
- 2012年：鳳飛飛，臺灣、香港歌星、演員，有“帽子歌后”之稱（1953年出生）
- 2016年：彼得·諾爾，丹麥天文學家、計算機科學家（1928年出生）
- 2017年：費明儀，香港著名歌唱家、聲樂殿堂級人物（1931年出生）
- 2017年：神山繁（日语：神山繁），日本演員（1929年出生）
- 2019年：楊鳴章主教，天主教香港教區主教（1945年出生）
- 2020年：卡西姆·蘇萊曼尼，伊朗军事人物（1957年出生）
- 2022年：鄭敏，中國詩人（1920年出生）
- 2022年：維克托·薩涅耶夫，蘇聯與喬治亞男子田徑運動員（1945年出生）
- 2023年：周令釗，中國畫家（1919年出生）
- 2023年：阿卜杜勒-薩拉姆·馬賈利，約旦醫師、政治人物，第60、63任約旦首相（1925年出生）
- 2023年：趙其國，中國土壤地理學家（1930年出生）
- 2023年：顧嘉煇，香港音樂家（1930年出生）
- 2023年：瓦爾特·康尼翰，美國太空人（1932年出生）
- 2023年：魯斯蘭·哈斯布拉托夫，俄羅斯政治人物（1942年出生）
- 2025年：原廣司，日本建築師（1936年出生）
- 2025年：傑夫·拜納，美國編劇、導演（1977年出生）

## 节假日和习俗
- 日本：筥崎宮玉取祭
- 印度尼西亞：宗教事务部日
- 瑞士：婦女掌權日
- 布吉納法索：革命纪念日